# ФК Шумадинац 1913
Фудбалски клуб Шумадинац 1913 је српски фудбалски клуб из Наталинаца. Тренутно се такмичи у Шумадијској окружној лиги, петом такмичарском нивоу у српском фудбалу.
2013. године, када је славио век постојања, Шумадинац 1913 је обезбедио опстанак у Зони Дунав. Централна прослава стогодишњице постојања одржана је 10. септембра 2013. у Наталинцима. На прослави је представљена монографија о клубу, као и кратки документарни филм.

## Историја

### Фудбал у Наталинцима пре оснивања клуба
Прву фудбалску лопту у Наталинце је, у лето 1913. године, донео париски студент Душан Здравковић Баја. Фудбал се играо и пре тога – крпењачом.
1911. године, на други дан Ускрса, у Паланци одиграна је прва фудбалска утакмица између наталиначких и паланачких младића. Група студената и занатлија из Наталинаца, као екипа „Наталиначки ђаци“, пошла је у Паланку на играње утакмице. Четири сата пешачења прашњавим путем дугим 20 километара брзо је прошло, јер су успут једни другима објашњавали правила игре.
Забележено је да је утакмица била равноправна и да су домаћини имали више среће, па је утакмица завршена победом Паланчана од 2:1. Највећи проблем је било распознавање саиграча, јер у то време није било дресова, јер се играло у кошуљама, а било је и голих до појаса. Неки су играли у шорцевима, а неки у панталонама. Није било копачки, тако да су неки играли у ципелама, неки у чарапама, а неки босоноги. Утакмица је одиграна на пољани „Паланачке рудине“, која је уједно била и сточна пијаца. Ту су Наталинчани први пут видели импровизовано фудбалско игралиште. Голови су били направљени од облих мотака, а димезије голова су, приближно, одговарале садашњим.
По угледу на Паланчане, и у Наталинцима се недуго после тога појавило импровизовано игралиште на сточној пијаци. Прве утакмице Наталинчани су играли између себе. Игра је све више почела да интересује све шире слојеве становништва, чак и земљораднике који су је у почетку сматрали залудничарењем.

### Оснивање клуба и прве године постојања
11. септембра, на Јовањдан, сваке година се одржава вашар у Наталинцима. Тако је било и 1913. године. На улицама је било много људи. Најављено је да ће тог дана стићи прва кожна лопта – директно из Париза. Виђенији људи су предложили да се тог дана у трговачком дому одржи оснивачка скупштина новог друштва. Тако је Соколско друштво постало лоптачка дружина „Карађорђе Петровић“, што је било прво име клуба из Наталинаца
До почетка Првог светског рата утакмице су се углавном играле између дебелих и мршавих, или између горњег и доњег краја. Међа је била кафана „Чолић“, данашња кафана „Шумадинац“. На тим утакмицама било је присутно и по 1000 људи. 
По завршетку рата фудбал се повремено играо, а тако је било све до 1928. године. Тада је, на иницијативу неколико људи из Наталинаца, основан Спортски клуб „Карађорђе“. 1932. године на чело клуба долази месни доктор – Богосав Драгојевић који је био и први председник „Карађорђа“. 
Средства за рад клуба су, углавном, обезбеђивана из прилога навијача, чланова, играча и управе. Током зимског периода, суботом увече, клуб је организовао игранке, а од прихода од улазница купована је опрема.
На гостовања се путовало коњском запрегом. Најчешће је противничка екипа била из Тополе, па се може рећи да је фудбалско ривалство између Наталинчана и Тополаца старо готово читав век.

### Предратни и ратни период
Пред почетак Другог светског рата председник клуба био је Милован Марковић, а један од најмлађих играча био је његов син, Живомир Марковић, који је за први тим заиграо са само 14 година. Касније ће овај дечак постати највећа играчка легенда клуба из Наталинаца.
Писаних трагова о раду клуба за време Другог светског рата има врло мало. Највероватније је рат учинио да се прекине већина спортских активности. Ако су се и играле утакмице, најчешће је то било против момака из Тополе и Раче.
Људи који су били сведоци тог доба причали су да је, по жељи Немаца, крајем лета 1943. године одиграна утакмица између екипе Вермахта и екипе мештана Наталинаца, међутим нема података којим резултатом је завршена. Одиграна је, наравно, на сточној пијаци.

### Прве послератне године и промена имена
Завршетак Другог светског рата је значио и обнављање спортских активности у клубу. Прве утакмице клуб из Наталинаца одиграо је 23. септембра 1945. на турниру у Тополи. На турниру су још учествовали екипа из Шаторње, „Омладинац“ из Тополе и тим састављен од бораца Југословенске Армије стационираних у Тополи. Тим из Наталинаца је утакмицу против припадника ЈА изгубио резултатом 3:1.
Не зна се тачно датум када је име клуба из „Карађорђе“ промењено у „ Милан Благојевић“, али у једном броју крагујевачких новина „Светлост“ пише да је 28. јула 1946. у Наталинцима одиграна утакмица између Раче и екипе „Милана Благојевића“ из Наталинаца, коју су домаћини добили резултатом 3:2.
Први послератни председник клуба био је Радомир Пантић Цумбаја. Игралиште се налазило на старој сточној пијаци. Услови за бављење фудбалом су били јако скромни. Да би створили какве-такве услове за игру, играчи „Милана Благојевића“, уз помоћ навијача, адаптирали су шупу у којој се налазила сточна вага и претворили је у свлачионицу. После одражавања пијаце, играчи су чистили игралиште и уређивали терен за неку од предстојећих пријатељских утакмица. 

### Фискултурни актив постаје спортско друштво
Крајем 1948. године, фискултурни актив „Милан Благојевић“ упућује захтев Фудбалском савезу Србије за регистрацију спортског друштва. На основу упутства које су добили од савеза, 16. јануара 1949. године одржана је оснивачка скупштина СД „Милан Благојевић“. Оснивачи су били:
- Радомир Пантић – председник земљорадничке задруге у Наталинцима
- Радован Банић – кафеџија
- Момчило Стефановић – пекар
- Живорад Милановић – чиновник МНО Наталинци
- Живадин Стојановић – службеник
- Љубиша Богићевић – службеник земљорадничке задруге у Наталинцима
- Милорад Станковић – поткивач
- Милан А. Стојановић – чиновник
- Радоје Миленовић – абаџија
- Милорад Миленковић – ревизор новина.

Решењем среза Орашачког бр. 1247/49, од 25. марта 1949. године одобрава се оснивање и рад спортског друштва, а одлуком главног одбора Фискултурног савеза Србије број 167, од 26. јуна 1949. године, спортско друштво „Милан Благојевић“ региструје се у Фискултурном савезу Србије. 
Прерастањем фискултурног актива у спортско друштво стекли су се услови за укључивање у редовна такмичења.
Прва такмичарска утакмица је одиграна 20. августа 1949. против Шумадије из Сипића у оквиру Купа маршала Тита. Утакмица је завршена резултатом 3:1 за Наталинчане.
Следеће коло је било 28. августа, а противник је била екипа „19. септембар“ из Аранђеловца. Гости из Аранђеловца, после доста преокрета добили су ову утакмицу са 5:4, иако су важили за велике фаворите.

### Коначни назив – Шумадинац
Због прилика изазваних Резолуцијом Информбироа, име клуба је морало бити промењено. На скупу мештана Наталинаца разговарало се о погодном имену. Непосредно пре тога, екипа „19. септембар“ из Аранђеловца променила је име у „Шумадија“, што је дало идеју Добрици Милојевићу Тврдом да предложи име „Шумадинац“. Предлог је једногласно прихваћен и на скупштини клуба одржаној 12. децембра 1949. године, име је званично промењено у „Шумадинац“.

## Резултати

### 1949 – 1960.
| Сезона   | Такмичење                                             | Освојено место | Број утакмица | Победа | Нерешено | Пораза | Гол разлика | Освојено бодова |
| 1949/50. | Прва зона обласне фудбалске лиге Крагујевац           | 3.             | 12            | 6      | 2        | 4      | 29:21       | 14              |
| 1950/51. | Трећа фудбалска зона подручја Крагујевац              | 2.             | 6             | 3      | 1        | 2      | 18:7        | 7               |
| 1952.    | Друга крагујевачка фудбалска зона                     | 1.             | 10            | 6      | 2        | 2      | 26:12       | 14              |
| 1952/53. | Прва крагујевачка фудбалска зона                      | 2.             | 10            | 5      | 3        | 2      | 24:12       | 13              |
| 1953/54. | Подсавезна лига центра Крагујевац                     | 12.            | 22            | 4      | 4        | 14     | 34:62       | 12              |
| 1954/55. | Прва зона Крагујевачког подсавеза                     | 5.             | 16            | 4      | 6        | 6      | 24:34       | 14              |
| 1955/56. | Подсавезна лига Крагујевац – друга група              | 2.             | 14            | 8      | 3        | 3      | 42:25       | 19              |
| 1956/57. | Фудбалска лига Младеновачког подсавеза                | 1.             | 14            | 11     | 2        | 1      | 51:14       | 24              |
| 1957/58. | Лига Посавско – подунавског подсавеза (источна група) | 7.             | 20            | 8      | 2        | 10     | 37:52       | 18              |
| 1958/59. | Фудбалска лига Младеновачког подсавеза                | 3.             | 22            | 16     | 1        | 5      | 77:38       | 33              |
| 1959/60. | Фудбалска лига Младеновачког подсавеза                | 2.             | 22            | 12     | 3        | 7      | 69:43       | 27              |
|          |                                                       | УКУПНО         | 168           | 83     | 29       | 56     | 431:320     | 195             |

### 1961 – 1970.
| Сезона   | Такмичење                                    | Освојено место | Број утакмица | Победа | Нерешено | Пораза | Гол разлика | Освојено бодова |
| 1960/61. | Подсавезна А лига Крагујевац – група Север   | 3.             | 12            | 5      | 3        | 4      | 26:24       | 13              |
| 1961/62. | Подсавезна А лига Крагујевац – група Север   | 2.             | 12            | 8      | 2        | 2      | 28:16       | 18              |
| 1962/63. | Подсавезна А лига Крагујевац – група Север   | 1.             | 12            | 9      | 1        | 2      | 28:21       | 19              |
| 1963/64. | Међуподсавезна лига Крагујевац – Светозарево | 5.             | 22            | 9      | 5        | 8      | 29:38       | 23              |
| 1964/65. | Међуподсавезна лига Крагујевац – Светозарево | 14.            | 26            | 9      | 0        | 17     | 39:66       | 18              |
| 1965/66. | Подсавезна А лига Крагујевац – група Север   | 4.             | 12            | 5      | 2        | 5      | 31:29       | 12              |
| 1966/67. | Подсавезна А лига Крагујевац – група Север   | 2.             | 16            | 12     | 2        | 2      | 44:17       | 26              |
| 1967/68. | Подсавезна А лига Крагујевац – група Север   | 2.             | 15            | 8      | 4        | 3      | 35:24       | 20              |
| 1968/69. | Подсавезна А лига Крагујевац – група Север   | 1.             | 26            | 17     | 5        | 4      | 84:35       | 39              |
| 1969/70. | Шумадијско-поморавска лига                   | 13.            | 30            | 10     | 3        | 17     | 36:68       | 23              |
|          |                                              | УКУПНО         | 183           | 92     | 27       | 64     | 380:338     | 211             |

### 1971 – 1980.
| Сезона   | Такмичење                        | Освојено место | Број утакмица | Победа | Нерешено | Пораза | Гол разлика | Освојено бодова |
| 1970/71. | Шумадијска лига                  | 3.             | 26            | 16     | 4        | 6      | 48:26       | 36              |
| 1971/72. | Шумадијска лига                  | 11.            | 26            | 7      | 9        | 10     | 44:51       | 23              |
| 1972/73. | Шумадијска лига                  | 11.            | 30            | 10     | 5        | 15     | 41:59       | 25              |
| 1973/74. | Шумадијска лига                  | 2.             | 26            | 13     | 6        | 7      | 58:38       | 32              |
| 1974/75. | Шумадијско-поморавска лига       | 9.             | 34            | 12     | 9        | 13     | 61:55       | 33              |
| 1975/76. | Шумадијско-поморавска лига       | 16.            | 30            | 4      | 8        | 18     | 29:69       | 16              |
| 1976/77. | Шумадијска лига                  | 11.            | 30            | 10     | 5        | 15     | 49:59       | 25              |
| 1977/78. | Шумадијска лига                  | 16.            | 30            | 3      | 9        | 18     | 27:70       | 15              |
| 1978/79. | Међуопштинска лига – група Север | 4.             | 19            | 10     | 1        | 8      | 46:33       | 21              |
| 1979/80. | Међуопштинска лига – група Север | 6.             | 18            | 6      | 4        | 8      | 31:33       | 16              |
|          |                                  | УКУПНО         | 269           | 91     | 60       | 118    | 434:493     | 242             |

### 1981 – 1990.
| Сезона   | Такмичење                     | Освојено место | Број утакмица | Победа | Нерешено | Пораза | Гол разлика | Освојено бодова |
| 1980/81. | Међуопштинска лига АР-ТО-РА   | 6.             | 18            | 7      | 4        | 7      | 34:37       | 18              |
| 1981/82. | Шумадијска лига – група Север | 9.             | 20            | 7      | 0        | 13     | 32:53       | 14              |
| 1982/83. | Шумадијска лига – група Север | 3.             | 22            | 13     | 3        | 6      | 64:41       | 29              |
| 1983/84. | Шумадијска лига – група Север | 6.             | 22            | 7      | 6        | 9      | 46:43       | 20              |
| 1984/85. | Шумадијска лига – група Север | 2.             | 24            | 15     | 7        | 2      | 69:26       | 37              |
| 1985/86. | Јединствена Шумадијска лига   | 11.            | 30            | 8      | 7        | 15     | 38:56       | 23              |
| 1986/87. | Шумадијска лига – група Север | 9.             | 30            | 11     | 6        | 13     | 57:68       | 28              |
| 1987/88. | Шумадијска лига – група Север | 6.             | 22            | 10     | 5        | 7      | 45:25       | 25              |
| 1988/89. | Јединствена Шумадијска лига   | 1.             | 30            | 20     | 4        | 6      | 87:43       | 41              |
| 1989/90. | Шумадијско-поморавска лига    | 18.            | 34            | 5      | 3        | 26     | 38:110      | 11              |
|          |                               | УКУПНО         | 252           | 103    | 45       | 104    | 510:502     | 246             |

### 1991 – 2000.
| Сезона     | Такмичење                   | Освојено место | Број утакмица | Победа | Нерешено | Пораза | Гол разлика | Освојено бодова |
| 1990/91.   | Шумадијска лига             | 13.            | 30            | 9      | 5        | 16     | 36:56       | 20              |
| 1991/92.   | Међуопштинска лига АР-ТО-РА | 1.             | 26            | 19     | 5        | 2      | 100:29      | 43              |
| 1992/93.   | Јединствена Шумадијска лига | 14.            | 30            | 7      | 5        | 18     | 43:95       | 19              |
| 1993/94.   | Јединствена Шумадијска лига | 11.            | 26            | 7      | 8        | 11     | 38:54       | 22              |
| 1994/95.   | Јединствена Шумадијска лига | 2.             | 26            | 18     | 4        | 4      | 69:19       | 58*             |
| 1995/96.   | Окружна Шумадијска лига     | 6.             | 30            | 13     | 5        | 12     | 60:59       | 44              |
| 1996/97.   | Окружна Шумадијска лига     | 6.             | 27            | 12     | 4        | 11     | 51:61       | 39              |
| 1997/98.   | Окружна Шумадијска лига     | 6.             | 29            | 13     | 6        | 10     | 64:67       | 45              |
| 1998/99.   | Окружна Шумадијска лига     | 2.             | 16**          | 11     | 1        | 4      | 54:25       | 34              |
| 1999/2000. | Шумадијска зона             | 3.             | 34            | 17     | 3        | 14     | 58:54       | 54              |
|            |                             | УКУПНО         | 274           | 126    | 46       | 102    | 573:519     | 378             |

- Од сезоне 1994/95. уведена је промена начина бодовања – за победу се уместо два добија три бода.
- Првенство у сезони 1998/99. је прекинуто због бомбардовања. Шумадинац је играо бараж и ушао у Шумадијску зону.

### 2001 – 2010.
| Сезона   | Такмичење       | Освојено место | Број утакмица | Победа | Нерешено | Пораза | Гол разлика | Освојено бодова |
| 2000/01. | Шумадијска зона | 11.            | 32            | 13     | 3        | 16     | 40:60       | 42              |
| 2001/02. | Шумадијска зона | 4.             | 32            | 18     | 3        | 11     | 59:34       | 57              |
| 2002/03. | Шумадијска зона | 3.             | 28            | 15     | 5        | 8      | 44:30       | 50              |
| 2003/04. | Шумадијска зона | 10.            | 34            | 15     | 5        | 14     | 48:61       | 47              |
| 2004/05. | Шумадијска зона | 9.             | 34            | 14     | 6        | 14     | 61:55       | 48              |
| 2005/06. | Шумадијска зона | 15.            | 34            | 11     | 2        | 21     | 32:58       | 34              |
| 2006/07. | Шумадијска лига | 10.            | 28            | 12     | 2        | 14     | 48:48       | 38              |
| 2007/08. | Шумадијска лига | 4.             | 30            | 13     | 8        | 9      | 59:53       | 43              |
| 2008/09. | Шумадијска лига | 10.            | 30            | 11     | 3        | 16     | 49:64       | 36              |
| 2009/10. | Шумадијска лига | 2.             | 30            | 16     | 6        | 8      | 71:47       | 54              |
|          |                 | УКУПНО         | 312           | 138    | 43       | 131    | 511:514     | 449             |

### 2011 – 2020.
| Сезона   | Такмичење                             | Освојено место | Број утакмица | Победа | Нерешено | Пораза | Гол разлика | Освојено бодова |
| 2010/11. | Шумадијска окружна лига               | 7.             | 28            | 12     | 4        | 12     | 54:55       | 40              |
| 2011/12. | Шумадијска окружна лига               | 1.             | 30            | 23     | 3        | 4      | 81:36       | 72              |
| 2012/13. | Зона Дунав                            | 14.            | 28            | 8      | 6        | 14     | 35:49       | 30              |
| 2013/14. | Зона Дунав                            | 14.            | 30            | 8      | 5        | 17     | 35:53       | 29              |
| 2014/15. | Шумадијска окружна лига               | 15.            | 30            | 10     | 0        | 20     | 52:94       | 30              |
| 2015/16. | Међуопштинска лига Аранђеловац Топола | 3.             | 26            | 17     | 2        | 7      | 89:41       | 53              |
| 2016/17. | Међуопштинска лига Аранђеловац Топола | 1.             | 26            | 23     | 2        | 1      | 101:21      | 71              |
| 2017/18. | Шумадијска окружна лига               | 5.             | 30            | 12     | 8        | 10     | 62:47       | 44              |
| 2018/19. | Шумадијска окружна лига               | 11.            | 28            | 11     | 4        | 13     | 43:43       | 37              |
| 2019/20. | Шумадијска окружна лига               | 4.             | 16            | 9      | 2        | 5      | 38:27       | 29*             |
|          |                                       | УКУПНО         | 272           | 133    | 36       | 103    | 570:466     | 406             |

- Првенство у сезони 2019/20. је прекинуто због пандемије ковида 19.

### 2021 – 2023.
| Сезона   | Такмичење               | Освојено место | Број утакмица | Победа | Нерешено | Пораза | Гол разлика | Освојено бодова |
| 2020/21. | Шумадијска окружна лига | 3.             | 34            | 17     | 6        | 11     | 90:47       | 57              |
| 2021/22. | Шумадијска окружна лига | 1.             | 28            | 24     | 3        | 1      | 105:20      | 75              |
| 2022/23. | Шумадијска окружна лига | 1.             | 30            | 23     | 3        | 4      | 100:34      | 72              |
|          |                         | УКУПНО         | 92            | 64     | 12       | 16     | 295:101     | 204             |

### Збирни резултати
Наредна табела показује укупне резултате које је Шумадинац остварио од прве такмичарске сезоне 1949/50. до 2022/23.
| УКУПНО | ПОБЕДА | НЕРЕШЕНО | ПОРАЗА | ГОЛ РАЗЛИКА |
| 1822   | 830    | 298      | 694    | 3724:3253   |

## Вечити дерби Шумадинац – Карађорђе
Још од тридесетих година 20. века постоји велико ривалство два клуба: Шумадинца из Наталинца и Карађорђа из Тополе. Клуб из Тополе је током свог постојања променио више имена: Јединство, Опленац, Слобода и од 1970. године – Карађорђе. У Наталинцима је био познат велики добротвор ФК Шумадинца – Милан Савић, који је често умео да каже да „више мрзи Карађорђе него што воли Шумадинац“. Свака првенствена и куп утакмица између ова два тима је била више од игре. Неретко су ове утакмице прекидане због туча навијача и самих играча, а скоро увек су биле на ивици инцидента. 
На почетку организованог такмичења после Другог светског рата ови клубови су били у истом рангу. Од такмичарске 1949/50. , па закључно са 1959/60. Карађорђе (тада под именима Јединство и Опленац) имао је више успеха.
У сезони 1962/63. ФК Опленац је престао да постоји, а у сезони 1965/66. ФК Слобода је одустала од такмичења. Честа промена имена противничког клуба Наталинчанима је увек служила за подсмех и спрдњу.
Иако су клубови увек били љути ривали, постоје играчи који су играли за оба клуба. Један од њих је легенда наталиначког фудбала – Радослав Петровић. Постоји анегдота да је у сезони 1986/87. Карађорђе дошао у Наталинце са обавезом да победи, јер му је само такав исход омогућавао наставак борбе за пласман у виши ранг. Иако је екипа Карађорђа била велики фаворит, у надокнаду времена се ушло са резултатом 1:0 за Шумадинац. У 93. минуту судија је досудио пенал за Карађорђе. Пошто нико од играча није желео да се одважи да шутира, тренер екипе Карађорђа је одлучио да извођач буде управо дојучерашњи капитен Шумадинца, сада играча Карађорђа – Радослав Петровић. Радослав је својој екипи донео нерешен резултат који јој ништа није значио, али је на себе навукао бес свих Наталинчана. Две недеље после утакмице нико у Наталинцима није желео да разговара с њим.
Досад је дерби одигран 69 пута у првенственим утакмицама. У 30 утакмица победник је био Карађорђе, нерешено је било 14 пута, док је Шумадинац победио 25 пута. Гол разлика је 126: 98 за Карађорђе. Највећа победа Шумадинца над Карађорђем је била у сезони 1966/67. када је утакмица завршена резултатом 5:0. Највећа победа Карађорђа од 8:3 била је у сезони 1954/55. 
Табела свих првенствених утакмица између Шумадинца и екипе из Тополе:
| СЕЗОНА   | РЕЗУЛТАТ                             | СЕЗОНА   | РЕЗУЛТАТ                             |
| 1949/50. | Шумадинац – Јединство 2:0 (0:2)      | 1950/51. | Шумадинац – Јединство 3:0 (1:3)      |
| 1954/55. | Шумадинац – Јединство 3:8 (0:2)      | 1955/56. | Шумадинац – Опленац 3:4 (3:3)        |
| 1956/57. | Шумадинац – Опленац 3:1 (0:4)        | 1958/59. | Шумадинац – Опленац 4:1 (1:5)        |
| 1959/60. | Шумадинац – Опленац 3:3 (3:5)        | 1960/61. | Шумадинац – Опленац 2:1 (1:3)        |
| 1961/62. | Шумадинац – Опленац 4:2 (3:1)        | 1962/63. | Шумадинац – Опленац 2:1 (1:2)        |
| 1965/66. | Шумадинац – Слобода -:- (4:3)        | 1966/67. | Шумадинац – Слобода 5:0 (0:4)        |
| 1967/68. | Шумадинац – Слобода 1:0 (1:1)        | 1968/69. | Шумадинац – Слобода 0:0 (2:0)        |
| 1970/71. | Шумадинац – Карађорђе 1:0 (0:1)      | 1971/72. | Шумадинац – Карађорђе 1:1 (2:2)      |
| 1972/73. | Шумадинац – Карађорђе 1:1 (0:5)      | 1973/74. | Шумадинац – Карађорђе 5:1 (1:1)      |
| 1983/84. | Шумадинац – Карађорђе 2:1 (3:4)      | 1984/85. | Шумадинац – Карађорђе 1:1 (0:1)      |
| 1985/86. | Шумадинац – Карађорђе 1:0 (1:2)      | 1986/87. | Шумадинац – Карађорђе 1:1 (2:1)      |
| 1987/88. | Шумадинац – Карађорђе 1:1 (0:1)      | 1989/90. | Шумадинац – Карађорђе 1:3 (1:5)      |
| 1992/93. | Шумадинац – Карађорђе 0:2 (0:4)      | 1995/96. | Шумадинац – Карађорђе 2:1 (0:2)      |
| 2002/03. | Шумадинац – Карађорђе 2:0 (0:2)      | 2004/05. | Шумадинац – Карађорђе 4:2 (0:1)      |
| 2005/06. | Шумадинац – Карађорђе 1:0 (0:4)      | 2007/08. | Шумадинац – Карађорђе 2:2 (0:1)      |
| 2008/09. | Шумадинац – Карађорђе 2:0 (1:2)      | 2009/10. | Шумадинац – Карађорђе 1:0 (0:1)      |
| 2010/11. | Шумадинац – Карађорђе 0:1 (1:1)      | 2012/13. | Шумадинац 1913 – Карађорђе 0:4 (0:0) |
| 2013/14. | Шумадинац 1913 – Карађорђе 0:1 (1:3) |          |                                      |

| УКУПНО | ПОБЕДА | НЕРЕШЕНО | ПОРАЗА | ГОЛ РАЗЛИКА |
| 69     | 25     | 14       | 30     | 98:126      |

## Тренери
- Павле Петровић 1949 – 1953.
- Живорад Милановић 1953 – 1954.
- Павле Петровић 1954 – 1955.
- Живомир Марковић 1956 – 1958.
- Павле Петровић 1958 – 1959.
- Живомир Марковић 1959 – 1961.
- Павле Петровић 1962 – 1966.
- Живомир Марковић 1966 – 1967.
- Павле Петровић 1967 – 1968.
- Живомир Марковић 1968 – 1969.
- Павле Петровић 1970 – 1971.
- Љубиша Јанићијевић 1971 – 1972.
- Живомир Марковић 1972 – 1974.
- Слободан Недић 1974 – 1975.
- Павле Петровић 1975.
- Слободан Недић 1975 – 1976.
- Милан Радосављевић 1976.
- Зоран Марјановић 1976.
- Милован Пешић 1976.
- Никола Рељић 1976 – 1977.
- Миомир Антић 1977.
- Милутин Новаковић 1978.
- Милован Пешић 1978 – 1982.
- Радиша Ристић 1982 – 1983.
- Радослав Петровић 1983.
- Душан Животић 1984.
- Добрица Пантић 1984 – 1985.
- Никола Рељић 1985 – 1986.
- Слободан Бранисављевић 1986 – 1987.
- Драгослав Милошевић 1987 – 1988.
- Радомир Цанковић 1988 – 1989.
- Милутин Царановић 1989 – 1991.
- Милета Павловић 1991 – 1992.
- Радоје Топлаовић 1993.
- Бранислав Јовановић 1993 – 1995.
- Радиша Ристић 1995 – 1997.
- Зоран Митровић 1997 – 2000.
- Благоје Симовић 2000.
- Иван Пантић 2000-2002.
- Зоран Дугић 2002.
- Душан Терзић 2003.
- Слободан Срећковић 2003.
- Миодраг Михајловић 2003 – 2004.
- Иван Пантић 2004.
- Драгутин Татић 2004.
- Новица Гајић 2005.
- Слободан Срећковић 2006 – 2011.
- Иван Пантић 2011 – 2012.
- Новица Гајић 2012.
- Срба Николић 2012 – 2013.